# Liste der Kulturdenkmale in Konstanz/Südliche Altstadt
In der Liste der Kulturdenkmale in Konstanz Südliche Altstadt sind Bau- und Kunstdenkmale der Stadt Konstanz im Altstadtbereich südlich der Niederburg und des Münsterplatzes verzeichnet, die im Verzeichnis der unbeweglichen Bau- und Kunstdenkmale und der zu prüfenden Objekte des Landesamts für Denkmalpflege Baden-Württemberg verzeichnet sind. Dieses Verzeichnis ist nicht öffentlich und kann nur bei „berechtigtem Interesse“ eingesehen werden. Die folgende Liste ist daher nicht vollständig. Die hier aufgeführten Einzeldenkmale wurden aus der vorbereiteten Untersuchung der Sanierung von Altstadt mit Niederburg – Erweiterung östliche Kernstadt und Bauforschungsergebnissen und der publizierten Denkmalliste mit Stand 2003 entnommen.

## Allgemein
- Bild: Zeigt ein ausgewähltes Bild aus Commons, „Weitere Bilder“ verweist auf die Bilder im Medienarchiv Wikimedia Commons.
- Bezeichnung: Nennt den Namen, die Bezeichnung oder die Art des Kulturdenkmals.
- Lage: Straßenname und Hausnummer oder Flurstücknummer des Kulturdenkmals, gegebenenfalls auch den Ortsteil. Die Grundsortierung der Liste erfolgt nach dieser Adresse. Der Link (Karte) führt zu verschiedenen Kartendiensten mit der Position des Kulturdenkmals. Fehlt dieser Link, wurden die Koordinaten noch nicht eingetragen. Sind diese bekannt, können sie über ein Tool mit einer Kartenansicht einfach nachgetragen werden. In dieser Kartenansicht sind Kulturdenkmale ohne Koordinaten mit einem roten bzw. orangen Marker dargestellt und können durch Verschieben auf die richtige Position in der Karte mit Koordinaten versehen werden. Kulturdenkmale ohne Bild sind an einem blauen bzw. roten Marker erkennbar.
- Datierung: Baubeginn, Fertigstellung, Datum der Erstnennung oder grobe zeitliche Einordnung entsprechend des Eintrags in der zuständigen Denkmaldatenbank (Landesamt für Denkmalpflege Baden-Württemberg).
- Beschreibung: Kurzcharakteristik des Kulturdenkmals.

## Einzeldenkmale in der südlichen Altstadt

### Innerhalb der Gesamtanlage Altstadt
| Bild           | Bezeichnung                                                                      | Lage                                     | Datierung             | Beschreibung | ID |
| -------------- | -------------------------------------------------------------------------------- | ---------------------------------------- | --------------------- | --- | -- |
| Weitere Bilder | Postamt                                                                          | Bahnhofplatz 2 (Karte)                   |                       | Geschützt nach § 2 DSchG |    |
| Weitere Bilder | Hotel Halm                                                                       | Bahnhofplatz 6 (Karte)                   |                       | Geschützt nach § 2 DSchG |    |
| Weitere Bilder | Finanzamt                                                                        | Bahnhofplatz 12 (Karte)                  |                       | Geschützt nach § 2 DSchG |    |
| Weitere Bilder |                                                                                  | Bahnhofstraße 3 (Karte)                  |                       | Geschützt nach § 2 DSchG |    |
| Weitere Bilder |                                                                                  | Bahnhofstraße 5 (Karte)                  |                       | Geschützt nach § 2 DSchG |    |
| Weitere Bilder |                                                                                  | Bahnhofstraße 7 (Karte)                  |                       | Geschützt nach § 2 DSchG |    |
|                | Gotische Ostwand im ersten OG                                                    | Bahnhofstraße 18 (Karte)                 |                       | Geschützt nach §§ 2 (Sachteil) DSchG | BW |
| Weitere Bilder |                                                                                  | Bruderturmgasse 3 (Karte)                |                       | Haus „zum Heiligen Martin“ Geschützt nach § 2 DSchG |    |
|                | Stadtmauer                                                                       | Bruderturmgasse 3 (Karte)                |                       | Geschützt nach § 2 DSchG | BW |
| Weitere Bilder |                                                                                  | Bruderturmgasse 6 (Karte)                |                       | Geschützt nach § 2 DSchG |    |
|                | Stadtmauer                                                                       | Bruderturmgasse 8 (Karte)                |                       | Geschützt nach § 2 DSchG | BW |
|                | Wohn- und Geschäftshaus                                                          | Dammgasse 10 (Karte)                     |                       | vermutlich 17. Jh., barockes Hinterhaus im 19. Jh. Umgebaut, Modernisierung im 19. und 20. Jh. Geschützt nach § 2 DSchG | BW |
|                | Westwand                                                                         | Hussenstraße 1 (Karte)                   |                       | Haus „zum Bub“ Geschützt nach §§ 2 (Sachteil) DSchG | BW |
|                | Keller                                                                           | Hussenstraße 1 (Karte)                   |                       | Geschützt nach § 2 DSchG | BW |
| Weitere Bilder | Malhaus                                                                          | Hussenstraße 2 (Karte)                   |                       | Geschützt nach § 2 DSchG |    |
|                | Wohn- und Geschäftshaus                                                          | Hussenstraße 3 (Karte)                   |                       | Haus „zum Kessel“ und Haus „zur Laterne“ Geschützt nach § 2 DSchG | BW |
|                | Wohn- und Geschäftshaus                                                          | Hussenstraße 4 (Karte)                   |                       | Haus „zum Laithund“ Geschützt nach § 12 DSchG | BW |
| Weitere Bilder | Wohn- und Geschäftshaus                                                          | Hussenstraße 6 (Karte)                   |                       | Haus „zur unteren Sonne“ Geschützt nach § 12 DSchG |    |
| Weitere Bilder | Wohn- und Geschäftshaus                                                          | Hussenstraße 7 (Karte)                   |                       | Haus „zur roten Fahne“ Geschützt nach § 2 DSchG |    |
| Weitere Bilder | Wohn- und Geschäftshaus                                                          | Hussenstraße 9 (Karte)                   |                       | Haus „zum Karren“ Geschützt nach § 2 DSchG |    |
|                | Außengewände des Rückgebäudes                                                    | Hussenstraße 9 (Karte)                   |                       | Geschützt nach §§ 2 (Sachteil) DSchG | BW |
| Weitere Bilder | Wohnhaus (Historischer Dachziegelbestand), Wohn- und Geschäftshaus               | Hussenstraße 10 (Karte)                  |                       | Haus „zum blauen Sattel“ Geschützt nach § 12 DSchG |    |
|                | Wohn- und Geschäftshaus                                                          | Hussenstraße 12 (Karte)                  |                       | Haus „St. Ursula-Schiff“ Geschützt nach § 2 DSchG | BW |
| Weitere Bilder | Verwaltungsgebäude, Rathaus                                                      | Hussenstraße 13 (Karte)                  |                       | Haus „zum Thurgau“ Geschützt nach § 12 DSchG |    |
| Weitere Bilder | Wohn- und Geschäftshaus                                                          | Hussenstraße 14 (Karte)                  |                       | Haus „zum Delphin“ Geschützt nach § 2 DSchG |    |
| Weitere Bilder | Sogenanntes Oberes Kornhaus, Rathaus                                             | Hussenstraße 15 (Karte)                  |                       | Geschützt nach § 12 DSchG |    |
| Weitere Bilder | Wohn- und Geschäftshaus                                                          | Hussenstraße 16 (Karte)                  |                       | Geschützt nach § 2 DSchG |    |
| Weitere Bilder | Wohn- und Geschäftshaus                                                          | Hussenstraße 17 (Karte)                  |                       | Haus „zum Hardthaus“ Geschützt nach § 2 DSchG |    |
|                | Wohn- und Geschäftshaus                                                          | Hussenstraße 18 (Karte)                  |                       | Haus „zur Flasche“ Geschützt nach § 2 DSchG | BW |
|                | mittelalterliche Bauteile                                                        | Hussenstraße 20 (Karte)                  |                       | im Rückgebäude Geschützt nach §§ 2 (Sachteil) DSchG | BW |
| Weitere Bilder | Wohn- und Geschäftshaus                                                          | Hussenstraße 22 (Karte)                  |                       | Haus „zur roten Kanne“ |    |
|                | Wohn- und Geschäftshaus                                                          | Hussenstraße 24 (Karte)                  |                       | Geschützt nach § 2 DSchG | BW |
|                | Stuckdecken                                                                      | Hussenstraße 25 (Karte)                  |                       | im ersten Obergeschoss Geschützt nach §§ 2 (Sachteil) DSchG | BW |
| Weitere Bilder | Ehemals Pfründhaus zur St. Paulskirche, Wohn- und Geschäftshaus                  | Hussenstraße 26 (Karte)                  |                       | Dreigeschossiger Bau, traufständig zur Hussenstraße. 3 × 4 Achsen. Satteldach mit Halbwalm. Geschützt nach § 2 DSchG |    |
|                | Fassade                                                                          | Hussenstraße 28 (Karte)                  |                       | Geschützt nach §§ 2 (Sachteil) DSchG | BW |
|                | Südwand                                                                          | Hussenstraße 28 (Karte)                  |                       | Geschützt nach §§ 2 (Sachteil) DSchG | BW |
|                |                                                                                  | Hussenstraße 32 (Karte)                  |                       | Haus „zum Rosenkranz“ Geschützt nach § 2 DSchG | BW |
| Weitere Bilder |                                                                                  | Hussenstraße 36 (Karte)                  |                       | Haus „zum Taufstein“ Geschützt nach § 2 DSchG |    |
| Weitere Bilder |                                                                                  | Hussenstraße 38 (Karte)                  |                       | Geschützt nach § 2 DSchG |    |
|                | Wohn- und Geschäftshaus                                                          | Hussenstraße 39 (Karte)                  |                       | Haus „zur Täschen“ Geschützt nach § 12 DSchG | BW |
|                |                                                                                  | Hussenstraße 40 (Karte)                  |                       | Haus „zur weißen Gilge“ Geschützt nach § 2 DSchG | BW |
| Weitere Bilder |                                                                                  | Hussenstraße 41 (Karte)                  |                       | Haus „zum roten Gatter“ Geschützt nach § 2 DSchG |    |
|                |                                                                                  | Hussenstraße 42 (Karte)                  |                       | Haus „zum grünen Baum“ Geschützt nach § 2 DSchG | BW |
|                |                                                                                  | Hussenstraße 43 (Karte)                  |                       | Haus „zum Knoblauch“ Geschützt nach § 2 DSchG | BW |
|                |                                                                                  | Hussenstraße 46 (Karte)                  |                       | Haus „zum Roßeisen“ Geschützt nach § 2 DSchG | BW |
|                |                                                                                  | Hussenstraße 48 (Karte)                  |                       | Geschützt nach § 2 DSchG | BW |
|                |                                                                                  | Hussenstraße 49 (Karte)                  |                       | Haus „zur weißen Gilge“ Geschützt nach § 2 DSchG | BW |
| Weitere Bilder | Wohn- und Geschäftshaus                                                          | Hussenstraße 50 (Karte)                  |                       | Haus „zur weißen Ilge“ Geschützt nach § 2 DSchG |    |
| Weitere Bilder | Ehemals Hofstattamt                                                              | Hussenstraße 52, Parz.-Nr. 883 (Karte)   |                       | Geschützt nach § 2 DSchG |    |
|                | Ehemals Hofstattamt                                                              | Hussenstraße 52, Parz.-Nr. 900/1 (Karte) |                       | Geschützt nach § 12 DSchG | BW |
|                |                                                                                  | Hussenstraße 53 (Karte)                  |                       | Geschützt nach § 2 DSchG | BW |
| Weitere Bilder |                                                                                  | Hussenstraße 54 (Karte)                  |                       | Geschützt nach § 2 DSchG |    |
| Weitere Bilder | Wohn- und Geschäftshaus                                                          | Hussenstraße 60 (Karte)                  |                       | Haus „zum Schwert“ Geschützt nach § 2 DSchG |    |
| Weitere Bilder | Wohn- und Geschäftshaus                                                          | Hussenstraße 62 (Karte)                  |                       | Haus „zur Dogge“ Geschützt nach § 2 DSchG |    |
| Weitere Bilder | Sogenanntes Hus-Haus                                                             | Hussenstraße 64a (Karte)                 |                       | Geschützt nach § 2 DSchG |    |
| Weitere Bilder |                                                                                  | Hussenstraße 66 (Karte)                  |                       | Geschützt nach § 2 DSchG |    |
| Weitere Bilder | Schnetztor                                                                       | Hussenstraße 68 (Karte)                  |                       | Mittelalterlicher Torturm, südliches Haupttor der Kernstadtbefestigung, 1328 Geschützt nach § 12 DSchG |    |
|                | Rest des ehemaligen Friedhofs der Paulskirche                                    | Hieronymusgasse 4 (Karte)                |                       | Geschützt nach § 2 DSchG | BW |
|                | Kreuz                                                                            | Hieronymusgasse (Karte)                  |                       | Geschützt nach § 2 DSchG | BW |
| Weitere Bilder | Wohn- und Geschäftshaus                                                          | Kanzleistraße 1 (Karte)                  | 1364                  | Haus „zur guten Stunde“ Geschützt nach § 2 DSchG |    |
| Weitere Bilder | Wohn- und Geschäftshaus                                                          | Kanzleistraße 2 (Karte)                  | 1425                  | Haus „zum guildenen Sternen unter den Seulen“ Geschützt nach § 2 DSchG |    |
| Weitere Bilder | Wohn- und Geschäftshaus                                                          | Kanzleistraße 3 (Karte)                  |                       | Haus „zu den drei Säulen“ Geschützt nach § 2 DSchG |    |
| Weitere Bilder | Wohn- und Geschäftshaus                                                          | Kanzleistraße 5 (Karte)                  |                       | Geschützt nach § 2 DSchG |    |
|                | Gartenhaus                                                                       | Kanzleistraße 5 (Karte)                  |                       | Geschützt nach § 2 DSchG | BW |
| Weitere Bilder | Wohn- und Geschäftshaus                                                          | Kanzleistraße 6 (Karte)                  | 1453                  | Haus „zum Mörsel“ Geschützt nach § 2 DSchG |    |
| Weitere Bilder | Wohn- und Geschäftshaus                                                          | Kanzleistraße 7 (Karte)                  | 1368                  | Haus „Engelburg“ Geschützt nach § 2 DSchG |    |
| Weitere Bilder | Wohn- und Geschäftshaus                                                          | Kanzleistraße 8 (Karte)                  | 1422                  | Haus „ze dem Rosen under den Süln“ Geschützt nach § 2 DSchG |    |
|                | Wohn- und Geschäftshaus                                                          | Kanzleistraße 9 (Karte)                  |                       | Haus „zum Elephant“ Geschützt nach § 2 DSchG | BW |
| Weitere Bilder | Wohn- und Geschäftshaus                                                          | Kanzleistraße 10 (Karte)                 |                       | Haus „zu den drei Hasen“ Geschützt nach § 2 DSchG |    |
| Weitere Bilder | Wohn- und Geschäftshaus                                                          | Kanzleistraße 11 (Karte)                 |                       | Haus „zur Gans“, 1500 Baubeginn Zunfthaus Leineweber, 1549 Lateinschule, 1592 Kanzlei und Rathaus Geschützt nach § 2 DSchG |    |
| Weitere Bilder | Fürstenberger Hof, Rathaus                                                       | Kanzleistraße 13 (Karte)                 |                       | fünfgeschossiger Bau, traufständig zur Kanzleistraße, mit steilem Satteldach, rückwärtiger Anbau, Baubeginn 1266 Geschützt nach § 12 DSchG |    |
| Weitere Bilder | Wohn- und Geschäftshaus                                                          | Kanzleistraße 14 (Karte)                 |                       | Haus „zum schwarzen Sabel“ Geschützt nach § 2 DSchG |    |
| Weitere Bilder | Neues Rathaus                                                                    | Kanzleistraße 15 (Karte)                 |                       | Haus „zur Salzscheibe“, fünfgeschossiger Bau, traufständig zur Kanzleistraße, mit steilem Satteldach, rückwärtiger Anbau, Baubeginn 1266. Im Kern mittelalterliches Zunfthaus, 1592- 94 zur Stadtkanzlei umgenutzt und um repräsentatives Hinterhaus erweitert, seit 1847 Rathaus, Fassadenmalerei von 1864. Geschützt nach § 12 DSchG |    |
| Weitere Bilder | Wohn- und Geschäftshaus                                                          | Kanzleistraße 16 (Karte)                 | 1911                  | Haus „zur Trew“ Geschützt nach § 2 DSchG |    |
| Weitere Bilder | Wohn- und Geschäftshaus                                                          | Kanzleistraße 17 (Karte)                 |                       | Haus „zum Rebhuhn“ Geschützt nach § 2 DSchG |    |
|                | Nordwand des Rückgebäudes                                                        | Kanzleistraße 18 (Karte)                 |                       | Geschützt nach §§ 2 (Sachteil) DSchG | BW |
|                | Keller                                                                           | Kanzleistraße 19 (Karte)                 |                       | Haus „zum Torkelbaum“ Geschützt nach § 2 DSchG | BW |
| Weitere Bilder | Wohn- und Geschäftshaus                                                          | Kanzleistraße 24 (Karte)                 |                       | Haus „zum Heiligen Christoph“ Geschützt nach § 2 DSchG |    |
| Weitere Bilder | Wohn- und Geschäftshaus                                                          | Kanzleistraße 26 (Karte)                 |                       | Geschützt nach § 2 DSchG |    |
| Weitere Bilder | Kaiserbrunnen                                                                    | Marktstätte (Karte)                      |                       | Geschützt nach § 2 DSchG |    |
| Weitere Bilder | Sparkasse                                                                        | Marktstätte 1 (Karte)                    |                       | Geschützt nach § 2 DSchG |    |
| Weitere Bilder | Ehemaliges Spital, Wohn- und Geschäftshaus                                       | Marktstätte 4 (Karte)                    |                       | Geschützt nach § 2 DSchG |    |
| Weitere Bilder | Fassade                                                                          | Marktstätte 5 (Karte)                    |                       | Geschützt nach §§ 2 (Sachteil) DSchG |    |
| Weitere Bilder | Ehemaliges Heiliggeistspital, ehemaliges Gasthaus Krone, Wohn- und Geschäftshaus | Marktstätte 6 (Karte)                    |                       | Geschützt nach § 2 DSchG |    |
| Weitere Bilder | Wohn- und Geschäftshaus                                                          | Marktstätte 8 (Karte)                    | 1536                  | Haus „zum goldenen Adler“ Geschützt nach § 12 DSchG |    |
|                | Wohn- und Geschäftshaus                                                          | Marktstätte 9 (Karte)                    |                       | Haus „zum schwarzen Schwan“ Geschützt nach § 2 DSchG | BW |
| Weitere Bilder | Wohn- und Geschäftshaus                                                          | Marktstätte 10 (Karte)                   |                       | Haus „zum Pelikan“, 1452 nach Brand von 1418 neu errichtet. 1550 zweites Gebäude. 1568 Verbindung beider Häuser Geschützt nach § 2 DSchG |    |
| Weitere Bilder | Wohn- und Geschäftshaus                                                          | Marktstätte 12 (Karte)                   | 1509                  | Haus „zum Safran“ Geschützt nach § 2 DSchG |    |
| Weitere Bilder | Fassade des ehemaligen Postamts                                                  | Marktstätte 13 (Karte)                   |                       | Geschützt nach § 2 DSchG |    |
| Weitere Bilder | Wohn- und Geschäftshaus                                                          | Marktstätte 14 (Karte)                   | 1489                  | Haus „zum weißen Adler“ Geschützt nach § 2 DSchG |    |
| Weitere Bilder | Wohn- und Geschäftshaus                                                          | Marktstätte 16 (Karte)                   |                       | Haus „zum weißen Bär“ Geschützt nach § 2 DSchG |    |
| Weitere Bilder | Wohn- und Geschäftshaus                                                          | Marktstätte 17 (Karte)                   |                       | Geschützt nach § 2 DSchG |    |
| Weitere Bilder | Wohn- und Geschäftshaus                                                          | Marktstätte 18 (Karte)                   |                       | Haus „zum roten Korb,“. Im Kern mittelalterliches Wohnhaus mit Laden, gotische Fassade mit neugotischen Ergänzungen. Geschützt nach § 12 DSchG |    |
| Weitere Bilder | Wohn- und Geschäftshaus                                                          | Marktstätte 19 (Karte)                   |                       | Geschützt nach § 2 DSchG |    |
| Weitere Bilder | Ehemals Zunfthaus der Bäcker, heute Wohn- und Geschäftshaus                      | Marktstätte 20 (Karte)                   |                       | Geschützt nach § 2 DSchG |    |
| Weitere Bilder | Wohn- und Geschäftshaus                                                          | Marktstätte 24 (Karte)                   |                       | Haus „zur roten Kette“ Geschützt nach § 2 DSchG |    |
| Weitere Bilder | Wohn- und Geschäftshaus                                                          | Marktstätte 26 (Karte)                   | 1344 und 1357         | Haus „zum gelben und schwarzen Horn“ Geschützt nach § 2 DSchG |    |
| Weitere Bilder | Wohn- und Geschäftshaus                                                          | Marktstätte 28 (Karte)                   |                       | Haus „zur wilden Sau“ Geschützt nach § 2 DSchG |    |
| Weitere Bilder | Wohn- und Geschäftshaus                                                          | Marktstätte 30 (Karte)                   |                       | Haus „zum roten Rössle“ Geschützt nach § 12 DSchG |    |
|                | Rückgebäude                                                                      | Marktstätte 30 (Karte)                   |                       | Geschützt nach § 12 DSchG | BW |
| Weitere Bilder | Wohn- und Geschäftshaus                                                          | Marktstätte 32 (Karte)                   |                       | Haus „zum roten Adler“ Geschützt nach § 2 DSchG |    |
| Weitere Bilder | Wohn- und Geschäftshaus                                                          | Neugasse 3 (Karte)                       |                       | Haus „zum schwarzen Ruder“ Geschützt nach § 2 DSchG |    |
|                | Stadtmauer                                                                       | Neugasse 3 (Karte)                       |                       | Geschützt nach § 2 DSchG | BW |
| Weitere Bilder | Wohn- und Geschäftshaus                                                          | Neugasse 5 (Karte)                       |                       | Geschützt nach § 2 DSchG |    |
|                | Stadtmauer                                                                       | Neugasse 5 (Karte)                       |                       | Geschützt nach § 2 DSchG | BW |
| Weitere Bilder | Wohn- und Geschäftshaus                                                          | Neugasse 9 (Karte)                       |                       | Ehemals wohl dreigeschossiger Fachwerkbau mit traufständigem Satteldach. Dach in Resten erhalten 1357 (d). Geschützt nach § 2 DSchG |    |
| Weitere Bilder | Wohn- und Geschäftshaus                                                          | Neugasse 11 (Karte)                      | 1350 (d) abgezimmert  | Haus „zum Engel“ Geschützt nach § 2 DSchG |    |
| Weitere Bilder | Wohn- und Geschäftshaus                                                          | Neugasse 13 (Karte)                      | 1550                  | Haus „zum Granatapfel“ Geschützt nach § 2 DSchG |    |
|                | Stadtmauer                                                                       | Neugasse 13 (Karte)                      |                       | Geschützt nach § 2 DSchG | BW |
| Weitere Bilder | Wohnhaus                                                                         | Neugasse 15 (Karte)                      |                       | Geschützt nach § 2 DSchG |    |
| Weitere Bilder | Stadtmauer                                                                       | Neugasse 17 (Karte)                      |                       | Geschützt nach § 2 DSchG |    |
| Weitere Bilder | Wohn- und Geschäftshaus                                                          | Neugasse 18 (Karte)                      |                       | Haus „zur Zifferzahl“ Geschützt nach § 12 DSchG |    |
| Weitere Bilder | Wohn- und Geschäftshaus                                                          | Neugasse 19 (Karte)                      |                       | Geschützt nach § 2 DSchG |    |
|                | Stadtmauer                                                                       | Neugasse 19 (Karte)                      |                       | Geschützt nach § 2 DSchG | BW |
| Weitere Bilder | Wohn- und Geschäftshaus                                                          | Neugasse 22 (Karte)                      | 1380                  | Haus „zum Schwert“ Geschützt nach § 2 DSchG |    |
| Weitere Bilder | Wohn- und Geschäftshaus                                                          | Neugasse 23 (Karte)                      |                       | Geschützt nach § 2 DSchG |    |
|                | Stadtmauer                                                                       | Neugasse 23 (Karte)                      |                       | Geschützt nach § 2 DSchG | BW |
| Weitere Bilder | Wohnhaus                                                                         | Neugasse 25 (Karte)                      |                       | Geschützt nach § 2 DSchG |    |
|                | Stadtmauer                                                                       | Neugasse 25 (Karte)                      |                       | Geschützt nach § 2 DSchG | BW |
| Weitere Bilder | Wohnhaus                                                                         | Neugasse 26 (Karte)                      |                       | Haus „zur Sonnenuhr“ Geschützt nach § 2 DSchG |    |
| Weitere Bilder | Wohnhaus                                                                         | Neugasse 29 (Karte)                      |                       | Haus „zum Kratz“ Geschützt nach § 2 DSchG |    |
| Weitere Bilder |                                                                                  | Obere Laube 51 (Karte)                   |                       | Haus „zur Raite“ Geschützt nach § 2 DSchG |    |
| Weitere Bilder | Geschäftshaus                                                                    | Obere Laube 53 (Karte)                   |                       | Haus „zur Raite“ Geschützt nach § 2 DSchG |    |
| Weitere Bilder | Wohnhaus                                                                         | Obere Laube 57 (Karte)                   |                       | Geschützt nach § 2 DSchG |    |
| Weitere Bilder | Wohn- und Geschäftshaus                                                          | Obere Laube 69 (Karte)                   |                       | [ 30 ] |    |
| Weitere Bilder | Ehemaliger Pfarrhof St. Paul                                                     | Obere Laube 71 (Karte)                   |                       | Geschützt nach § 2 DSchG |    |
| Weitere Bilder | Wohnhaus                                                                         | Obere Laube 73 (Karte)                   |                       | Geschützt nach § 2 DSchG |    |
|                | Wohnhaus                                                                         | Obere Laube 75 (Karte)                   |                       | Geschützt nach § 2 DSchG | BW |
| Weitere Bilder | Wohn- und Geschäftshaus                                                          | Obere Laube 81 (Karte)                   |                       | Geschützt nach § 2 DSchG |    |
| Weitere Bilder | Wohn-Geschäftshaus                                                               | Obermarkt 1 (Karte)                      |                       | Renaissancegiebel mit dem Adelswappen des Johannes Atzenholz inschriftlich 1601 datiert Geschützt nach § 12 DSchG |    |
| Weitere Bilder | Wohn- und Geschäftshaus                                                          | Obermarkt 6 (Karte)                      | 1526                  | Haus „zum Schlegel“ Geschützt nach § 2 DSchG |    |
| Weitere Bilder | Hotel Barbarossa                                                                 | Obermarkt 8 (Karte)                      |                       | ehemals Haus „zum Egli“ Geschützt nach § 2 DSchG |    |
| Weitere Bilder | Hotel Barbarossa                                                                 | Obermarkt 10 (Karte)                     |                       | ehemals Haus „zum Kemli“ Geschützt nach § 2 DSchG |    |
| Weitere Bilder | Wohn- und Geschäftshaus                                                          | Obermarkt 14 (Karte)                     |                       | [ 32 ] |    |
| Weitere Bilder | Wohnhaus                                                                         | Obermarkt 16 (Karte)                     |                       | Haus „zum roten Gatter“ Geschützt nach § 2 DSchG |    |
| Weitere Bilder | Wohn- und Geschäftshaus                                                          | Obermarkt 22 (Karte)                     |                       | Haus „zur Hinteren Haue“ Geschützt nach § 2 DSchG |    |
| Weitere Bilder | Sogenanntes Mahlhaus, Wohn- und Geschäftshaus                                    | Paradiesstraße 1 (Karte)                 |                       | Geschützt nach § 2 DSchG |    |
| Weitere Bilder | Wohn- und Geschäftshaus                                                          | Paradiesstraße 2 (Karte)                 |                       | Haus „zum Merzen“ Geschützt nach § 12 DSchG |    |
| Weitere Bilder | Wohn- und Geschäftshaus                                                          | Paradiesstraße 3 (Karte)                 |                       | Haus „zum Affen“ Geschützt nach § 2 DSchG |    |
| Weitere Bilder | Wohn- und Geschäftshaus                                                          | Paradiesstraße 4 (Karte)                 |                       | Haus „zum hinteren März“ Geschützt nach § 2 DSchG |    |
| Weitere Bilder | Wohn- und Geschäftshaus                                                          | Paradiesstraße 5 (Karte)                 |                       | Haus „zum gelben Löwen“ Geschützt nach § 2 DSchG |    |
| Weitere Bilder | Wohn- und Geschäftshaus                                                          | Paradiesstraße 6 (Karte)                 |                       | Haus „zum Bauer“ Geschützt nach § 2 DSchG |    |
| Weitere Bilder | Wohn- und Geschäftshaus                                                          | Paradiesstraße 7 (Karte)                 |                       | Haus „zum Roten Knopf“ Geschützt nach § 2 DSchG |    |
| Weitere Bilder | Wohn- und Geschäftshaus                                                          | Paradiesstraße 9 (Karte)                 |                       | Haus „zum roten Stern“ Geschützt nach § 12 DSchG |    |
|                | Rückgebäude                                                                      | Paradiesstraße 9 (Karte)                 |                       | Geschützt nach § 12 DSchG | BW |
|                | Rückgebäude                                                                      | Paradiesstraße 11 (Karte)                |                       | Geschützt nach § 2 DSchG | BW |
| Weitere Bilder | Wohn- und Geschäftshaus                                                          | Paradiesstraße 12 (Karte)                |                       | Haus „zu unser lieben Frau“ Geschützt nach § 2 DSchG |    |
| Weitere Bilder | Wohn- und Geschäftshaus                                                          | Paradiesstraße 13 (Karte)                |                       | Haus „zum Feuerhaken“ Geschützt nach § 2 DSchG |    |
|                | Rückgebäude                                                                      | Paradiesstraße 13 (Karte)                |                       | Geschützt nach § 2 DSchG | BW |
| Weitere Bilder | Wohn- und Geschäftshaus                                                          | Paradiesstraße 14 (Karte)                |                       | Geschützt nach § 2 DSchG |    |
| Weitere Bilder | Wohn- und Geschäftshaus                                                          | Rosgartenstraße 1 (Karte)                |                       | Geschützt nach § 2 DSchG |    |
| Weitere Bilder | Rosgartenmuseum                                                                  | Rosgartenstraße 3-5 (Karte)              |                       | 1423 erstmals erwähnt, 1454 mit dem Haus zum schwarzen Widder vereinigt. Ehemals Zunfthaus der Metzger, Apotheker und Krämer, seit 1870 Museum Geschützt nach § 12 DSchG |    |
| Weitere Bilder | Wohn- und Geschäftshaus                                                          | Rosgartenstraße 4 (Karte)                | 1774,                 | Haus „zum Wolf“. einziges Haus der Stadt mit Rokoko-Fassade. Im Kern mittelalterliches Wohnhaus mit Laden, Rokokofassade mit gemaltem Hauszeichen. Geschützt nach § 2 DSchG |    |
| Weitere Bilder | Wohn- und Geschäftshaus                                                          | Rosgartenstraße 6 (Karte)                |                       | Haus „zur gelben Schelle“ Geschützt nach § 2 DSchG |    |
| Weitere Bilder | Wohn- und Geschäftshaus                                                          | Rosgartenstraße 7 (Karte)                |                       | Haus „zum Walfisch“, Haus „zur vorderen Wanne“, Haus „zur hinteren Wanne“ Geschützt nach § 2 DSchG |    |
| Weitere Bilder | Wohn- und Geschäftshaus                                                          | Rosgartenstraße 8 (Karte)                |                       | Geschützt nach § 2 DSchG |    |
|                | Wohnhaus (versetzter Rückbau)                                                    | Rosgartenstraße 8 (Karte)                |                       | Geschützt nach § 2 DSchG | BW |
| Weitere Bilder | Wohn- und Geschäftshaus                                                          | Rosgartenstraße 9 (Karte)                |                       | Haus „zum Engel“ Geschützt nach § 2 DSchG |    |
| Weitere Bilder | Wohn- und Geschäftshaus                                                          | Rosgartenstraße 10 (Karte)               |                       | Haus „zum Rehböckle“ Geschützt nach § 2 DSchG |    |
|                | Rückgebäude                                                                      | Rosgartenstraße 10 (Karte)               |                       | Geschützt nach § 2 DSchG | BW |
| Weitere Bilder | Wohn- und Geschäftshaus                                                          | Rosgartenstraße 12 (Karte)               |                       | Geschützt nach § 2 DSchG |    |
| Weitere Bilder | Rückgebäude                                                                      | Rosgartenstraße 13 (Karte)               |                       | Geschützt nach § 2 DSchG |    |
| Weitere Bilder | Wohn- und Geschäftshaus                                                          | Rosgartenstraße 14 (Karte)               |                       | Geschützt nach § 2 DSchG |    |
| Weitere Bilder | Wohn- und Geschäftshaus                                                          | Rosgartenstraße 15 (Karte)               |                       | Geschützt nach § 2 DSchG |    |
| Weitere Bilder | Wohn- und Geschäftshaus                                                          | Rosgartenstraße 16 (Karte)               |                       | Geschützt nach § 2 DSchG |    |
| Weitere Bilder | Wohn- und Geschäftshaus                                                          | Rosgartenstraße 17 (Karte)               |                       | Haus „zum roten Herz“ Geschützt nach § 2 DSchG |    |
| Weitere Bilder | Wohn- und Geschäftshaus                                                          | Rosgartenstraße 18 (Karte)               |                       | Geschützt nach § 2 DSchG |    |
| Weitere Bilder | Wohn- und Geschäftshaus                                                          | Rosgartenstraße 19 (Karte)               |                       | Haus „zum Rebstock“ Geschützt nach § 12 DSchG |    |
|                | Rückgebäude                                                                      | Rosgartenstraße 19 (Karte)               |                       | Geschützt nach § 12 DSchG | BW |
| Weitere Bilder | Wohn- und Geschäftshaus                                                          | Rosgartenstraße 21 (Karte)               |                       | Haus „zum Dreieckstein“ Geschützt nach § 2 DSchG |    |
| Weitere Bilder | Wohn- und Geschäftshaus                                                          | Rosgartenstraße 22 (Karte)               |                       | Haus „zum vorderen Beiel“ Geschützt nach § 2 DSchG |    |
| Weitere Bilder | Dreifaltigkeitskirche, auch Augustinerkirche                                     | Rosgartenstraße 25 (Karte)               |                       | Geschützt nach § 12 DSchG |    |
|                | Wohn- und Geschäftshaus                                                          | Rosgartenstraße 26 (Karte)               |                       | Haus „zum schwarzen Steimbock“ Geschützt nach § 2 DSchG | BW |
| Weitere Bilder | Wohn- und Geschäftshaus                                                          | Rosgartenstraße 28 (Karte)               |                       | Geschützt nach § 2 DSchG |    |
| Weitere Bilder | Wohn- und Geschäftshaus                                                          | Rosgartenstraße 29 (Karte)               |                       | Geschützt nach § 2 DSchG |    |
| Weitere Bilder | Fassade                                                                          | Rosgartenstraße 30 (Karte)               |                       | Geschützt nach §§ 2 (Sachteil) DSchG |    |
| Weitere Bilder | Wohn- und Geschäftshaus                                                          | Rosgartenstraße 31 (Karte)               |                       | Geschützt nach § 2 DSchG |    |
| Weitere Bilder | Wohn- und Geschäftshaus                                                          | Rosgartenstraße 32 (Karte)               |                       | Geschützt nach § 2 DSchG |    |
| Weitere Bilder | Wohn- und Geschäftshaus                                                          | Rosgartenstraße 34 (Karte)               |                       | Geschützt nach § 2 DSchG |    |
| Weitere Bilder | Wohn- und Geschäftshaus                                                          | Rosgartenstraße 36 (Karte)               |                       | Geschützt nach § 2 DSchG |    |
|                | Wohnhaus                                                                         | Sigismundstraße 2a (Karte)               |                       | Geschützt nach § 2 DSchG | BW |
|                | Geschäftshaus                                                                    | Sigismundstraße 6b (Karte)               |                       | Geschützt nach § 2 DSchG | BW |
| Weitere Bilder | Hotel und Gasthaus Anker                                                         | Sigismundstraße 8 (Karte)                |                       | Geschützt nach § 2 DSchG |    |
|                | Giebelwand im EG des Rückgebäudes                                                | Sigismundstraße 8 (Karte)                |                       | Geschützt nach §§ 2 (Sachteil) DSchG | BW |
| Weitere Bilder | Wohnhaus                                                                         | Sigismundstraße 10 (Karte)               |                       | Haus „zur Steige“ Geschützt nach § 2 DSchG |    |
| Weitere Bilder | Wohnhaus                                                                         | Sigismundstraße 12 (Karte)               |                       | Haus „zur Salzscheibe“ Geschützt nach § 2 DSchG |    |
| Weitere Bilder | Wohn- und Geschäftshaus                                                          | Sigismundstraße 15 (Karte)               |                       | Geschützt nach § 2 DSchG |    |
| Weitere Bilder | Wohnhaus                                                                         | Sigismundstraße 17 (Karte)               |                       | Geschützt nach § 2 DSchG |    |
| Weitere Bilder | Wohnhaus                                                                         | Sigismundstraße 21 (Karte)               |                       | Geschützt nach § 2 DSchG |    |
| Weitere Bilder | Wohn- und Geschäftshaus                                                          | Untere Laube 43 (Karte)                  |                       | Geschützt nach § 2 DSchG |    |
| Weitere Bilder | Wohn- und Geschäftshaus                                                          | Untere Laube 45 (Karte)                  |                       | Geschützt nach § 12 DSchG |    |
| Weitere Bilder | Wohn- und Geschäftshaus                                                          | Untere Laube 47 (Karte)                  |                       | Haus „zur hinteren Haue“ Geschützt nach § 2 DSchG |    |
| Weitere Bilder | Wohn- und Geschäftshaus                                                          | Untere Laube 49 (Karte)                  | 1428 erstmals erwähnt | Haus „zur vorderen Haue“, Malereien und Ornamentik der Zeit um 1520 im Inneren erhalten. Geschützt nach § 2 DSchG |    |

### Außerhalb der Gesamtanlage Altstadt
| Bild | Bezeichnung                             | Lage                         | Datierung | Beschreibung | ID |
| ---- | --------------------------------------- | ---------------------------- | --------- | --- | -- |
|      | Ehemals Fürstenpavillon                 | Bahnhofsplatz 41 (Karte)     |           | Geschützt nach § 2 DSchG | BW |
|      | Empfangsgebäude des Konstanzer Bahnhofs | Bahnhofsplatz 43-47 (Karte)  |           | Geschützt nach § 2 DSchG |    |
|      | Turm des Konstanzer Bahnhofs            | Bahnhofsplatz 43-47 (Karte)  |           | Mehrgeschossiger, schlanker Uhrenturm über rechteckigem Grundriss mit steilem Turmdach und Ecktürmchen, 1863 Geschützt nach § 2 DSchG |    |
|      | Graf-Zeppelin-Denkmal                   | (Karte)                      |           | Geschützt nach § 2 DSchG |    |
|      | Hafenmauer                              | (Karte)                      |           | Geschützt nach § 2 DSchG | BW |
|      | Landzunge mit Rutsch                    | (Karte)                      |           | Geschützt nach § 2 DSchG | BW |
|      | Pegelturm mit Steg                      | (Karte)                      |           | Geschützt nach § 2 DSchG | BW |
|      | Nördliche Mole                          | (Karte)                      |           | Geschützt nach § 2 DSchG | BW |
|      | Leuchtturm                              | (Karte)                      |           | Geschützt nach § 2 DSchG |    |
|      | Östliche Mole                           | (Karte)                      |           | Geschützt nach § 2 DSchG |    |
|      | Hafenpavillon                           | Hafenstraße 3 (Karte)        |           | Geschützt nach § 2 DSchG |    |
|      | Hafengebäude mit Güterabfertigungshalle | Hafenstraße 6, 8, 10 (Karte) |           | Geschützt nach § 2 DSchG |    |
|      |                                         | Hafenstraße 12 (Karte)       |           | Geschützt nach § 2 DSchG |    |
|      |                                         | Hafenstraße 14 (Karte)       |           | Geschützt nach § 2 DSchG | BW |

## Ehemalige Einzeldenkmale in der südlichen Altstadt
| Bild           | Bezeichnung             | Lage                    | Datierung | Beschreibung                                                                | ID |
| -------------- | ----------------------- | ----------------------- | --------- | --------------------------------------------------------------------------- | -- |
| Weitere Bilder | Wohn- und Geschäftshaus | Hussenstraße 8 (Karte)  |           | Haus „zum schwarzen Rössle“ Geschützt nach §§ erhaltenswertes Gebäude DSchG |    |
| Weitere Bilder | Wohn- und Geschäftshaus | Hussenstraße 11 (Karte) |           | Haus „zur Sichel“ Geschützt nach §§ erhaltenswertes Gebäude DSchG           |    |
|                | Wohn- und Geschäftshaus | Hussenstraße 56 (Karte) |           | Haus „St. Sebastian“ Geschützt nach §§ erhaltenswertes Gebäude DSchG        | BW |